# Iade ibne Ganme
Iade ibne Ganme ibne Zuair Alfiri (em árabe: عياض بن غنم بن زهير الفهري; romaniz.: ʿIyāḍ ibn Ganm ibn Zuhair al-Fihrī; m. 641) foi um general árabe que desempenhou um papel de liderança nas conquistas muçulmanas da Jazira (Alta Mesopotâmia) e do norte da Síria. Estava entre o punhado de membros da tribo coraixita a abraçar o Islã antes da conversão em massa da tribo em 630 e era companheiro do profeta islâmico Maomé. Em 634, sob o califa Abacar, governou a cidade oásis do norte da Arábia de Dumate Aljandal. Mais tarde, em 637, se tornou governador da Jazira (Alta Mesopotâmia), mas foi demitido pelo califa Omar (r. 634–644) por supostas impropriedades. Posteriormente, se tornou um assessor militar próximo de seu primo e sobrinho, Abu Ubaidá ibne Aljarrá, sob cuja direção Iade submeteu grande parte do norte da Síria controlado pelos bizantinos, incluindo Alepo, Mambije e Cirro.
Quando Abu Ubaidá morreu em 639, o sucedeu como governador de Homs, Quinacerim e Jazira. No último território, lançou uma campanha para afirmar o domínio muçulmano, primeiro capturando Raca depois de sitiá-la e saquear seu campo. Isso foi seguido pelas conquistas de Edessa, Harrã e Samósata em circunstâncias semelhantes. Com exceção dos combates intensos em Raçal Aine e Dara, recebeu a rendição de uma série de outras cidades da Mesopotâmia com relativamente pouco sangue derramado. No geral, a conquista da Alta Mesopotâmia deixou grande parte das cidades capturadas intactas e seus habitantes ilesos para manter o pagamento de impostos ao nascente califado. De acordo com o historiador Leif Inge Ree Petersen, Iade "recebeu pouca atenção", mas era "claramente de grande habilidade".

## Vida

### Primeiros anos
Iade era filho de certo Abde Ganme ibne Zuair Alfiri e pertencia ao ramo Harite ibne Fir ibne Maleque dos coraixitas; Os últimos eram uma tribo árabe mercantil baseada em Meca, no oeste da Arábia. Estava entre os poucos membros coraixitas a abraçar o Islã antes da trégua em Hudaibia entre o profeta Maomé e os pagãos coraixitas em 628 e esteve presente ao lado dele durante as negociações de paz. Ao aceitar o Islã, teve seu nome alterado de "ibne Abde Ganme" para "ibne Ganme", pois "Abde Ganme" é traduzido em árabe como "servo de Ganme", um ídolo adorado pelos árabes pagãos, uma associação que detestava, de acordo com o historiador Albaladuri do século IX. O restante dos coraixitas se converteu ao islamismo em 630.

### Campanha na Síria
Iade pode ter sido o comandante muçulmano que derrotou uma revolta tribal árabe na cidade oásis de Dumate Aljandal durante as Guerras Rida de 632-633. As tribos envolvidas na revolta foram os calbitas, salitas, tanuquitas e gassânidas. Outros relatos medievais atribuem esta vitória a Anre ibne Alas. Em qualquer caso, de acordo com o historiador do século IX Atabari, Iade foi governador de Dumate Aljandal em 634, durante o reinado do califa Abacar (r. 632–634). Em 637, foi nomeado governador da Jazira (Alta Mesopotâmia) por Omar (r. 634–644), mas foi demitido por este último devido a alegações de que havia usado seu cargo para aceitar presentes ou subornos. Posteriormente, se tornou um ajudante próximo e comandante tenente de seu primo paterno e sobrinho materno, Abu Ubaidá ibne Aljarrá, que tinha autoridade militar sobre a Síria.
Em 638, foi despachado por Abu Ubaidá para subjugar Alepo (Beroia) no norte da Síria, então parte do Império Bizantino. O próprio Abu Ubaidá chegou mais tarde, mas assim que montou acampamento ao redor da cidade, os habitantes sinalizaram seu desejo de negociar os termos. Iade, que foi autorizado por Abu Ubaidá a negociar em seu nome, concordou com os termos propostos garantindo a segurança dos habitantes e propriedades de Alepo, mas com a condição de que um local fosse disponibilizado para a construção de uma mesquita. Abu Ubaidá mais tarde enviou-o a frente dum exército para capturar Cirro, cujos habitantes enviaram um monge para encontrá-lo; após esta reunião, fez com que o monge encontrasse Abu Ubaidá e organizasse a rendição de Cirro. Iade continuou para o norte e para o leste, supervisionando a capitulação de Mambije (Hierápolis), Rabã e Duluque.

### Conquista da Alta Mesopotâmia
Quando Abu Ubaidá morreu em 639, Omar nomeou Iade em seu lugar como amal (governador) de Homs, Quinacerim (Cálcis) e Jazira com instruções para conquistar o último território de seus comandantes bizantinos porque se recusaram a pagar os tributos prometidos aos muçulmanos em 638. Na época em que Iade recebeu sua nomeação, toda a Síria havia sido conquistada pelos muçulmanos, deixando as guarnições bizantinas na Jazira isoladas do império. Em agosto de 639, liderou um exército de cinco mil homens em direção a Raca (Calínico) na Jazira e invadiu os arredores da cidade. Encontrou resistência de seus defensores, levando-o a se retirar e enviar unidades menores para fazer ataques em torno de Raca, apreendendo cativos e colheitas. Após cinco ou seis dias desses ataques, o patrício de Raca negociou a rendição. De acordo com o historiador Michael Meinecke, Iade capturou a cidade em 639 ou 640.
Depois de Raca, prosseguiu em direção a Harrã, onde seu progresso foi interrompido. Desviou parte de seu exército para Edessa, que acabou capitulando após as negociações. Então recebeu a rendição de Harrã e despachou Safuane ibne Muatal e seu próprio parente Habibe ibne Maslama Alfiri para tomar Samósata, que também terminou numa rendição negociada após a invasão muçulmana em seu interior. Em 640, Iade conquistou sucessivamente Saruje, Jicer Mambije e Tel Mauzim. Antes da captura de Tel Mauzim, Iade tentou capturar Ras Alaim, mas recuou após uma forte resistência. Mais tarde, despachou Omeir ibne Sade Alançari para tomar a cidade. Omeir primeiro atacou o campesinato e apreendeu gado nas proximidades da cidade. Os habitantes fizeram barricadas dentro da cidade murada e infligiram pesadas perdas às forças muçulmanas, antes de finalmente capitularem. Quase ao mesmo tempo, Iade sitiou Samósata em resposta a uma rebelião, cuja natureza não foi especificada por Albaladuri, e estacionou uma pequena guarnição em Edessa depois que os habitantes da cidade violaram seus termos de rendição.
Depois de Samósata, Albaladuri, que dá um relato detalhado mas triunfalista da campanha da Mesopotâmia, afirma que subjugou uma série de aldeias "nos mesmos termos" da rendição de Edessa. Entre o final de 639 e dezembro de 640, ele seus tenentes subjugaram, em sucessão, Circésio (Carcícia), Amida, Maiafariquim, Nísibis, Tur Abdim, Mardim, Dara, Carda e Bazabeda. De acordo com Albaladuri, com exceção de Nísibis, que opôs resistência, todas essas cidades e fortalezas caíram nas mãos dos muçulmanos após rendições negociadas. Em contraste com o relato passivo de Albaladuri sobre a captura de Dara por Iade, o historiador Agápio de Hierápolis do século X escreveu que muitos foram mortos em ambos os lados, especialmente entre os muçulmanos, mas a cidade finalmente caiu após uma rendição negociada. Iade continuou em direção a Arzanena, depois a Bitlisse e finalmente a Aquelate; todas as três cidades se renderam após negociações com seus patrícios. Pouco depois, confiou ao líder de Bitlisse a cobrança do imposto sobre a terra de Aquelate e partiu para Raca. No caminho para lá, um relato muçulmano medieval afirma que despachou uma força para capturar Sinjar, após o que estabeleceu o acordo com os árabes. Iade morreu em Homs em 641. De acordo com Atabari, foi sucedido como governador de Homs e Quinacerim por um certo Saíde ibne Hidiã Aljumai, mas este último morreu logo depois e Omeir ibne Sade, um dos tenentes de Iade, foi nomeado em seu lugar pelo califa Omar.

## Avaliação
De acordo com o biógrafo do século IX ibne Sade, "não sobrou um pé da Mesopotâmia não subjugado por Iade ibne Ganme", e Iade "efetuou a conquista da Mesopotâmia e suas cidades pela capitulação, mas suas terras pela força". Petersen descreve-o como "um comandante que recebeu pouca atenção, mas que claramente era de grande habilidade". Suas táticas em sua campanha na Mesopotâmia foram semelhantes àquelas empregadas pelos muçulmanos na Palestina, embora no caso de Iade os relatos contemporâneos revelem seu modus operandi específico, particularmente em Raca. A operação de captura daquela cidade envolveu o posicionamento de forças de cavalaria perto de suas entradas, evitando que seus defensores e residentes saíssem ou que refugiados rurais entrassem. Ao mesmo tempo, o restante das forças limparam o campo circundante de suprimentos e levaram cativos. Essas táticas duplas foram empregadas em várias outras cidades na Jazira e provaram ser eficazes em obter rendições de cidades-alvo com poucos suprimentos e cujas vilas satélites foram aprisionadas por tropas hostis. O objetivo geral era conquistar Jazira com danos mínimos para garantir o fluxo de receitas para o califado. Nos acordos que fez com os patrícios de Raca, Edessa, Harrã e Samósata, os pagamentos vinham de várias formas, incluindo dinheiro, trigo, óleo, vinagre, mel, serviços de trabalho para manter estradas e pontes e guias e informações para os recém-chegados muçulmanos. Em última análise, os acordo com as cidades da Mesopotâmia "em grande medida deixaram a maior parte da sociedade local intacta". Na opinião de Petersen, a campanha desviou parcialmente a atenção dos bizantinos da ofensiva central dos muçulmanos contra as cidades portuárias da Síria e a província do Egito, ao mesmo tempo que "demonstrou à nobreza armênia que o califado se tornou uma alternativa viável ao Império Persa".